# La Voix du pardon
Pour plus de détails, voir Fiche technique et Distribution.
La Voix du pardon (I Can Only Imagine) est un film biographique chrétien américain réalisé par les frères Erwin, sorti en 2018. Il s’agit de l’histoire vraie de Bart Millard du groupe MercyMe et de la chanson I Can Only Imagine (1999).

## Synopsis
Le film suit Bart Millard, un chanteur du groupe de musique chrétienne contemporaine MercyMe, dans son enfance et son parcours musical. Il évoque la relation difficile entre Bart et son père. Il aborde également les moments qui ont amené à l’écriture de la chanson à succès I Can Only Imagine.

## Fiche technique
- Titre original : I Can Only Imagine
- Titre français : La Voix du pardon
- Réalisation : Frères Erwin
- Scénario : Jon Erwin et Brent McCorkle
- Photographie : Kristopher Kimlin
- Musique : Brent McCorkle
- Production : Cindy Bond, Kevin Downes, Daryl Lefever, Mickey Liddell, Pete Shilaimon, Raymond Harris et Joe Knopp
- Sociétés de production : Kevin Downes Productions et Mission Pictures International
- Société de distribution : Lionsgate et Roadside Attractions (États-Unis)
- Pays d'origine :  États-Unis
- Langue originale : anglais
- Format : couleur
- Genre : biographie
- Durée : 110 minutes
- Dates de sortie :
  - États-Unis : 16 mars 2018
  - France : 22 mai 2019

## Distribution
- J. Michael Finley : Bart Millard
  - Brody Rose : Bart Millard, jeune
- Dennis Quaid : Arthur Millard, le père de Bart
- Tanya Clarke : Adele
- Cloris Leachman : Meemaw, la grand-mère de Bart
- Madeline Carroll : Shannon, la copine de Bart
  - Taegen Burns : Shannon, jeune
- Trace Adkins : Scott Brickell, le manager de MercyMe
- Priscilla Shirer : Mme Fincher, l’enseignante de Bart
- Nicole DuPort : Amy Grant
- Jake B. Miller : Michael W. Smith
- Mark Furze : Nathan

## Réception

### Critiques
Sur Metacritic, le film a obtenu une moyenne de 30 sur 100 de la presse .
Sur Rotten Tomatoes, le film a obtenu une moyenne de 67% de la presse et de 91% de l’audience.

### Box-office
Le film a récolté 85,7 millions de dollars au box-office mondial pour un budget de 7 millions de dollars,,,.

## Récompense
| Année | Prix       | Catégorie                 | Intitulé           | Résultat |
| ----- | ---------- | ------------------------- | ------------------ | -------- |
| 2018  | Dove Award | Film inspirant de l'année | I Can Only Imagine | Lauréat  |